# ラマズ・ニチラーゼ
ラマズ・ニチラーゼ（Ramaz Nichiradze、1946年4月14日- 1993年）は、旧ソビエト連邦の柔道選手。グルジア出身。階級は重量級。

## 人物
1973年のヨーロッパ選手権重量級で3位になると、世界選手権では決勝まで進むが、高木長之助に合技で敗れた。1975年のプレオリンピックでは決勝で上村春樹に敗れた。1976年にはヨーロッパ選手権で優勝するも、モントリオールオリンピックにはセルゲイ・ノヴィコフやショータ・チョチョシビリ等との国内代表争いに敗れて出場できずに終わった。

## 主な戦績
(階級表記のない大会は全て重量級及び95kg超級での成績)
- 1973年 - ヨーロッパ選手権　3位
- 1973年 - 世界選手権　2位
- 1975年 - ソ連国際　優勝
- 1975年 - プレオリンピック　2位
- 1975年 - ドイツ国際　優勝
- 1976年 - ソ連国際　3位
- 1976年 - 東ドイツ国際　優勝
- 1976年 - ヨーロッパ選手権　優勝
- 1977年 - ソ連国際　95kg超級　3位　無差別　優勝
- 1977年 - オランダ国際　優勝
- 1977年 - ヨーロッパ選手権　2位
- 1977年 - ドイツ国際　優勝
- 1978年 - ソ連国際　95kg超級　3位　無差別　3位
- 1978年 - ヨーロッパ選手権　3位
- 1978年 - ポーランド国際　優勝